# Jindřich IV. Lucemburský
Jindřich IV. Lucemburský zvaný Slepý (1112? – 14. srpna 1196, Echternach) byl lucemburský hrabě v letech 1136–1196 a namurský markrabě v letech 1161–1194.
Jindřich byl dvakrát ženatý. Až z druhého manželství se mu v kmetském věku narodila dcera, pojmenovaná po jeho matce Ermesinda. Před jejím narozením byl dědicem lucemburského hraběte synovec Balduin V. Henegavský. Ermesindu ve dvou letech zasnoubil s Jindřichem II. ze Champagne. Původní dědic Balduin se ovšem nevzdával myšlenky na dědictví a zakročit musel až císař. Balduin nakonec získal Namursko a Lucembursko zůstalo dědičce, která byla zřejmě roku 1196 provdána za o mnoho staršího Theobalda I. z Baru, který se neúspěšně pokoušel získat Namur zpět. Jindřich zemřel v létě 1196 a byl pohřben v premonstrátském klášteře Floreffe po boku svých rodičů.